# 彼はディアボロ!
『彼はディアボロ!』（かれはディアボロ! 、He is Diablo!）は、霜月かよ子による日本の漫画作品。
『別冊フレンド』（講談社）にて2010年6月号から2011年7月号まで連載された。単行本は全3巻。

## あらすじ
占いやまじないが大好きなめい子は、黒魔術で好きな人と両思いにしてもらおうとし、誤って魔王ルシファーを召喚してしまう。しかし、人の心を操る愚かさに気づいためい子は、元の状態に戻してもらうため、ルシファーの奴隷として魔女見習いになるという条件をのむ。

## 登場人物
山田 めい子（やまだ めいこ）
高校1年生。1年A組。美術部所属。占いやまじないが好き。好きな人と両思いにして貰うために黒魔術で天使を召喚しようとして、誤って魔王ルシファーを召喚してしまう。ルシファー（瑠偉）の力で一時的に桐生院と付き合うことになるが、周防を傷つけていたことに気がつき、瑠偉の専属魔女（奴隷）になることを条件に元通りの関係に戻してもらう。
両親は海外赴任中で一人暮らしをしているが、料理の腕は壊滅的。食後のデザートにあんパンを食べる習慣がある。瑠偉との契約で魔女見習いとなり、あんパンを食べた後に怪力を発現するようになる。家が火事で全焼し、瑠偉と同居することになる。
瑠偉（るい）
1年A組の担任。化学教師。正体はルシファー。性格はドSで、生徒皆に暴言を吐くが、女生徒からは人気がある。
桐生院（きりゅういん）
美術部副部長。めい子が想いを寄せる。
周防（すおう）
美術部部長。桐生院の彼女。
本郷 由那（ほんごう ゆな）
学年首席で才色兼備の女の子。1年S組。自分と釣り合いが取れるのは瑠偉だけだと思い、平凡な容姿のめい子を瑠偉から引き離そうとする。
アイム
嫉妬を司る悪魔。由那のクラスメイトに化けていた。めい子に嫉妬した由那に力を貸そうとする。
ヨハン
1年B組の生徒。ハーフ。生まれつき体が弱い。飼っているハムスターに似ているめい子を気に入っている。
ジュローデル
とっくに卒業していておかしくない年齢だが、ずっと1年生をしており、クラスにも馴染めずにいる。
ベルゼブブ
魔界の王子。瑠偉からはベルベルと呼ばれる。羽がハエのようだと言われると不機嫌になる。
アスモデウス
ルシファーを敵対視する悪魔。

## 書誌情報
- 霜月かよ子『彼はディアボロ!』 講談社〈KC別冊フレンド〉 全3巻
  1. 2010年10月13日発売、ISBN 978-4-06-341711-1[1]
  2. 2011年2月10日発売、ISBN 978-4-06-341731-9[2]
  3. 2011年8月11日発売、ISBN 978-4-06-341754-8[3]